# إريك سميث (لاعب كرة قدم أمريكية)
أريك سميث (بالإنجليزية: Eric Smith) (و. 1983  م) هو لاعب كرة قدم أمريكية، من الولايات المتحدة، ولد في كولومبوس، أوهايو، يلعب كمُؤمن ‏.

## التعليم
تعلم في Groveport Madison High School ‏، وجامعة ولاية ميشيغان.